# Atraulia
Atraulia es una pueblo y nagar Panchayat situada en el distrito de Azamgarh en el estado de Uttar Pradesh (India). Su población es de 19586 habitantes (2011). 

## Demografía
Según el  censo de 2001 la población de Atraulia era de 11302 habitantes, de los cuales el 53% eran hombres y el 47% eran mujeres. Atraulia tiene una tasa media de alfabetización del 61%, superior a la media nacional del 59,5%: la alfabetización masculina es del 61%, y la alfabetización femenina del 39%.